# Вашариова, Магда
Магда (Магдалена) Вашариова (словац. Magda Vášáryová; род. 26 августа 1948[…], Банска-Штьявница) — словацкая актриса и политик, депутат парламента от СДХС-ДП. Сестра Эмилии Вашариовой, жена актёра Милана Ласицы.
Председатель женской ассоциации «Živena».

## Биография
Родилась в городе Банска Штьявница, Чехословакия. В 1966—1971 годах училась в Братиславском университете, изучала социологию, параллельно начала сниматься в кино (наиболее известна роль Маркеты Лазаровой в одноимённом фильме 1967 года). С 1970 года стала профессиональной актрисой. В 1980 году снялась в одном из своих самых популярных фильмов «В старые добрые времена» (чеш. Postřižiny) режиссёра Иржи Менцеля. В 1988 стала заслуженной актрисой. В 1990—1993 посол Чехословакии в Австрии. В 1999 году была кандидатом на пост президента. В 2000—2005 годах посол Словакии в Польше. С 2005 года государственный секретарь Министерства иностранных дел.

## Награды и признание
- Орден Людовита Штура 1 класса (2019)[4].
- Медаль Благодарности[чеш.] (2024)[5].
- Командор со звездой ордена Заслуг перед Республикой Польша (2005, Польша)[6].
- Золотая медаль «За заслуги в культуре Gloria Artis» (2010, Польша)[7].
- Фестиваль чешских фильмов в Пльзене (1973) — приз за исполнение главной роли в фильме «…и передайте привет ласточкам».

## Избранная фильмография
| Год  | Русское название                            | Оригинальное название      | Роль                |
| ---- | ------------------------------------------- | -------------------------- | ------------------- |
| 1964 |                                             | Senzi mama                 | Eva                 |
| 1967 | Кроткая                                     | Krotká                     | жена Сурова         |
| 1967 | Маркета Лазарова                            | Marketa Lazarová           | Маркета Лазарова    |
| 1968 |                                             | Sladký čas Kalimagdory     | Kalimagdora         |
| 1968 | Дезертиры и странники                       | Zbehovia a pútnici         | Dominika            |
| 1969 | Королевская охота                           | Kráľovská poľovačka        | Marta za mlada      |
| 1969 | Птицы, сироты и безумные                    | Vtáčkovia, siroty a blázni | Marta               |
| 1970 | На комете                                   | Na kometě                  | Angelika            |
| 1971 | Любви обманчивые игры                       | Hry lásky šálivé           | slúžka              |
| 1971 | Бабушка                                     | Babička                    | Hortensie           |
| 1971 | Принц Баяя                                  | Princ Bajaja               | Slavěna             |
| 1972 | …и передайте привет ласточкам               | …a pozdravuji vlaštovky    | Марушка Кудержикова |
| 1973 | Весеннее равноденствие                      | Deň slnovratu              | Blanka              |
| 1973 |                                             | Skrytý prameň              | Mária               |
| 1974 | Родственные натуры (Избирательные сродства) | Wahlverwandtschaften       | Ottilie             |
| 1977 | Русалка                                     | Rusalka                    | Rusalka             |
| 1978 |                                             | Krutá ľúbosť               | Kristka             |
| 1978 |                                             | Pustý dvor                 | Kristína            |
| 1980 | В старые добрые времена                     | Postřižiny                 | Maryška             |
| 1980 | Тёмное солнце                               | Temné slunce               | Kris                |
| 1984 | Ночь изумрудного месяца                     | Noc smaragdového měsíce    | Slávka              |
| 1985 | Тихая радость                               | Tichá radosť               | Soňa                |
| 1986 | Лев с белой гривой                          | Lev s bílou hřívou         | Calma Veselá        |
| 1986 |                                             | Alžbetin dvor              | Celesta Fabici      |
| 1986 |                                             | Zkrocení zlého muže        | Tereza Buriánová    |
| 1987 |                                             | Južná pošta                | Mária Jurkovičová   |
| 1987 |                                             | Svět nic neví              | Jiřina Steinová     |
| 1988 | Евгений Онегин                              | Evžen Oněgin               | Taťána              |
| 1988 | Мария Стюарт                                | Maria Stuarda              |                     |
| 1990 | Частные жизни                               | Súkromné životy            | Elena               |